# Den Hout
Den Hout est un village situé dans la commune néerlandaise d'Oosterhout, dans la province du Brabant-Septentrional. Le 1er janvier 2006, le village comptait 1 199 habitants.